# Les Séducteurs (film, 1964)
Pour les articles homonymes, voir Les Séducteurs.
Pour plus de détails, voir Fiche technique et Distribution.
Les Séducteurs (Bedtime Story) est un film américain réalisé par Ralph Levy, sorti en 1964.

## Synopsis
Le Caporal Freddy Benson est un petit escroc qui, pendant qu'il est stationné en Europe, séduit des femmes, accepte d'elles de l'argent et des cadeaux, puis disparaît. Révoqué de l'armée à la suite d'une aventure avec la fille d'un maire, il se rend sur la Côte d'Azur. Il y rencontre un autre dom-juan, Lawrence Jamison, plus sophistiqué que lui et qui se fait passer pour un prince déchu. À l'arrivée sur la côte de Janet Walker, une riche Américaine, ils parient à qui sera le premier à lui soutirer 25 000 $, le perdant devant quitter Beaulieu-sur-Mer. Le charme de Freddy opère jusqu'à ce qu'ils découvrent que Janet n'est pas une riche héritière mais la gagnante d'un concours de beauté. Mais Freddy est tombé amoureux de Janet et veut l'épouser. Il concède alors la victoire à Jamison, qui va continuer d'exercer sur la Côte.

## Fiche technique
- Titre original : Bedtime Story
- Titre français : Les Séducteurs
- Réalisation : Ralph Levy
- Scénario : Stanley Shapiro, Paul Henning
- Direction artistique : Alexander Golitzen, Robert Clatworthy
- Décors : Oliver Emert
- Costumes : Jean-Louis Berthault
- Photographie : Clifford Stine
- Son : Waldon O. Watson (en), Corson Jowett
- Montage : Milton Carruth
- Musique : Hans J. Salter
- Production : Stanley Shapiro
- Production déléguée : Robert Arthur
- Société de production : The Lankershim Company, Pennebaker Productions
- Société de distribution : Universal Pictures
- Pays d'origine :  États-Unis
- Langue originale : anglais
- Format : couleur (Eastmancolor) — 35 mm — 1,85:1 — son Mono (Westrex Recording System)
- Genre : Comédie romantique
- Durée : 99 minutes
- Dates de sortie :
  - États-Unis : 16 juin 1964
  - France : 25 novembre 1964
- Affiche : Boris Grinsson (France)

## Distribution
- Marlon Brando : Freddy Benson
- David Niven : Lawrence Jamison
- Shirley Jones : Janet Walker
- Dody Goodman : Fanny Eubank
- Aram Stephan : André
- Parley Baer : Colonel Williams
- Marie Windsor : Mme Sutton
- Rebecca Sand : Mlle Trumble
- Frances Robinson : Mlle Harrington
- Henry Slate : Sattler
- Norman Alden : Dubin
- Susanne Cramer : Anna Kroeger
- Cynthia Lynn : Frieda
- Ilse Taurins : Hilda
- Francine York : Gina
- Barry Bernard : Arthur

## Autour du film
Ce film a fait l'objet d'un remake en 1988 (Le Plus Escroc des deux de Frank Oz avec Steve Martin et Michael Caine) puis à nouveau en 2019 (Le Coup du siècle, de Chris Addison avec Anne Hathaway et Rebel Wilson).